# Operazione C3

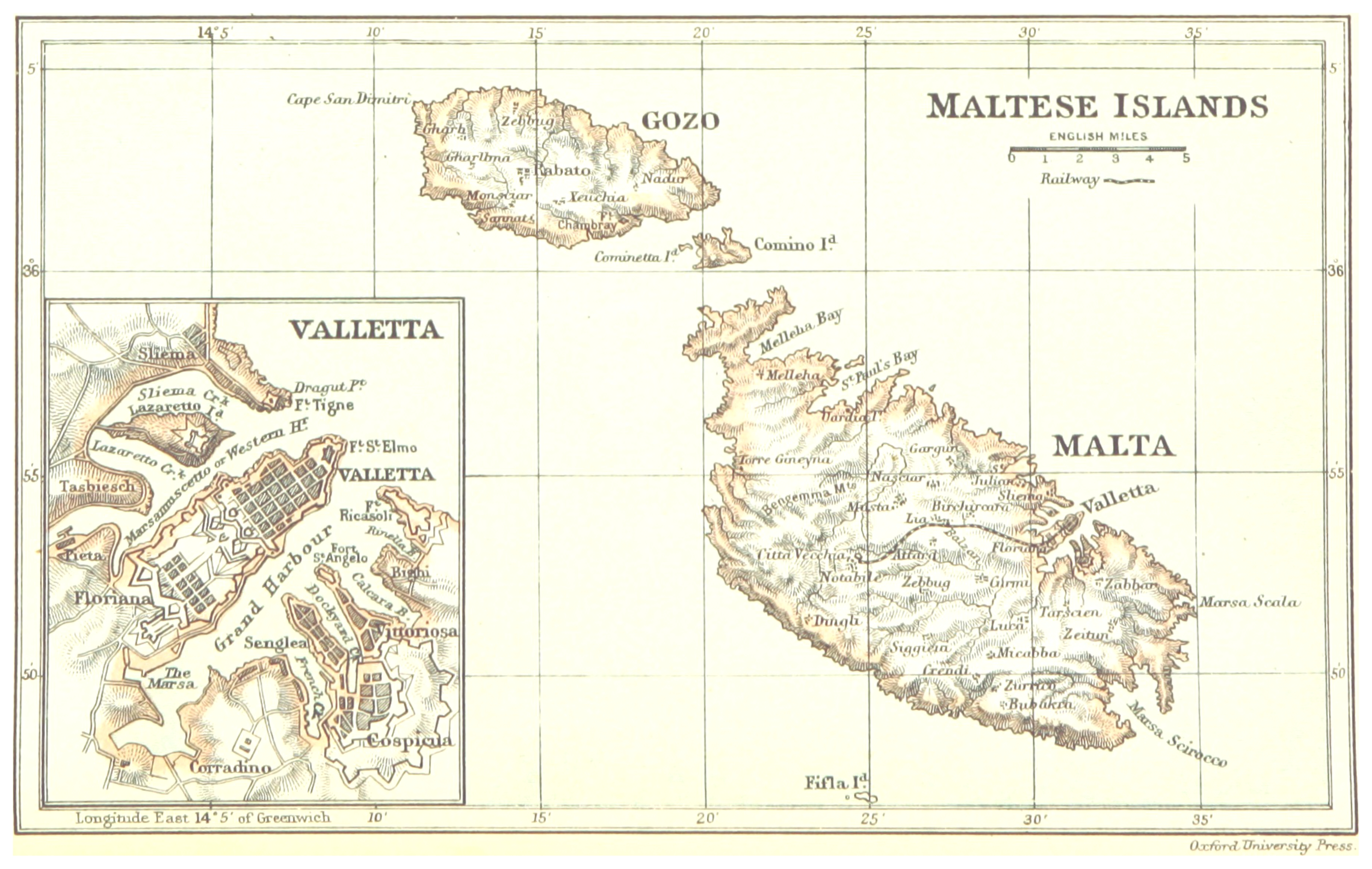
Mappa storica delle isole maltesi.

L'operazione C3 (detta operazione Herkules dai tedeschi, conosciuta anche come operazione Ercole) era il nome in codice di un'operazione militare, preparata dalle potenze dell'Asse durante la seconda guerra mondiale, per l'invasione di Malta, con forze da sbarco e truppe aviotrasportate.
L'operazione, progettata nel 1942, non venne però mai attuata a causa dell'evolversi degli eventi durante la campagna del Nordafrica, e in particolare dopo l'assedio di Tobruk, che costò alle forze dell'Asse la perdita della cittadina libica.

## Storia
Già con l'entrata in guerra dell'Italia nel giugno 1940, l'Asse decise di costringere Malta alla resa con il suo assedio, bombardandola o prendendola per fame, attaccando i suoi porti, le città, il capoluogo e le navi alleate che rifornivano l'isola. Per gli italiani in particolare, era centrale nella campagna militare nel teatro del Mediterraneo. L'isola era oggetto di rivendicazioni nazionali italiane e Mussolini sperava di poterla trasformare in una provincia del regno. Con il successo tedesco nella battaglia di Francia, un piano per l'invasione dell'isola, fu previsto con una forza d'invasione di 20000 uomini, sbarcate con motozattere al centro dell'isola e a Gozo, con l'aggiunta di carri armati, ma Mussolini, sovrastimando le difese inglesi a Malta, al momento pensò che un'invasione sarebbe stata inutile.
L'estate del 1942 segnò una svolta decisiva per le sorti della seconda guerra mondiale. Gli Alleati, infatti, durante la "prima conferenza di Washington" (12 dicembre 1941 - 14 gennaio 1942) avevano concertato l'attacco alle forze dell'Asse partendo dall'Europa Occidentale (operazione Sledgehammer) e dall'Italia.
Difficoltà logistiche nei mesi successivi indussero il cambiamento delle priorità stabilite, mettendo in cima alla lista il Nord Africa (operazioni Gymnast e Torch). In entrambi gli scenari determinante era Malta, l'isola fortificata da dove decollavano gli aerei per attaccare i convogli dell'Asse che facevano la spola tra Italia e Libia.
Il Comando Supremo italiano entrò nella fase operativa del piano nel marzo 1942, e vi furono assegnati ufficiali tedeschi come Hermann-Bernhard Ramcke. In aprile furono costituite per l'operazione alcune unità di paracadutisti della Luftwaffe. Proprio le sorti dell'isola furono oggetto dell'incontro al vertice tra Hitler e Mussolini svoltosi a Klesseheim il 29 e 30 aprile 1942 dove si approvò l'avvio dell'operazione e si stabilì, tra l'altro, che la programmata offensiva in Nord Africa dell'ACIT (Armata corazzata italo-tedesca) del successivo 26 maggio avrebbe dovuto conquistare Tobruk e attestarsi sulla linea Sollum-Halfaya. Le forze aeree così liberate dovevano essere trasferite in Sicilia per supportare l'aviosbarco su Malta. Era già stata costituita in Italia una Forza Navale Speciale, creata nell'ottobre 1940 per un previsto sbarco in Corsica, e ad essa venne affidata la preparazione.
Tuttavia dopo i successi colti con la rapida avanzata di Rommel nel giugno 1942, questi chiese e ottenne da Hitler l'autorizzazione a proseguire la sua azione, rinunciando a ulteriori rinforzi e mantenendo le forze aeree già a sua disposizione. Il piano di invasione di Malta, nonostante la contrarietà di Kesselring, fu quindi rimandato ad agosto/settembre. Ma l'avanzata di Rommel fu bloccata dagli Alleati e i tedeschi si videro costretti a far affluire in Nord Africa anche le truppe aviotrasportate che si erano già addestrate per l'invasione di Malta. 
L'operazione fu definitivamente cancellata dopo la definitiva perdita di Tobruk l'11 novembre 1942.

## Il piano di attacco
L'esecuzione del piano (concepito da una squadra italiana interforze, generale R.E. Vecchiarelli, ammiraglio Girosi e generale R.A. Cappa) venne affidata all'ammiraglio Vittorio Tur, comandante della Forza Navale Speciale. 

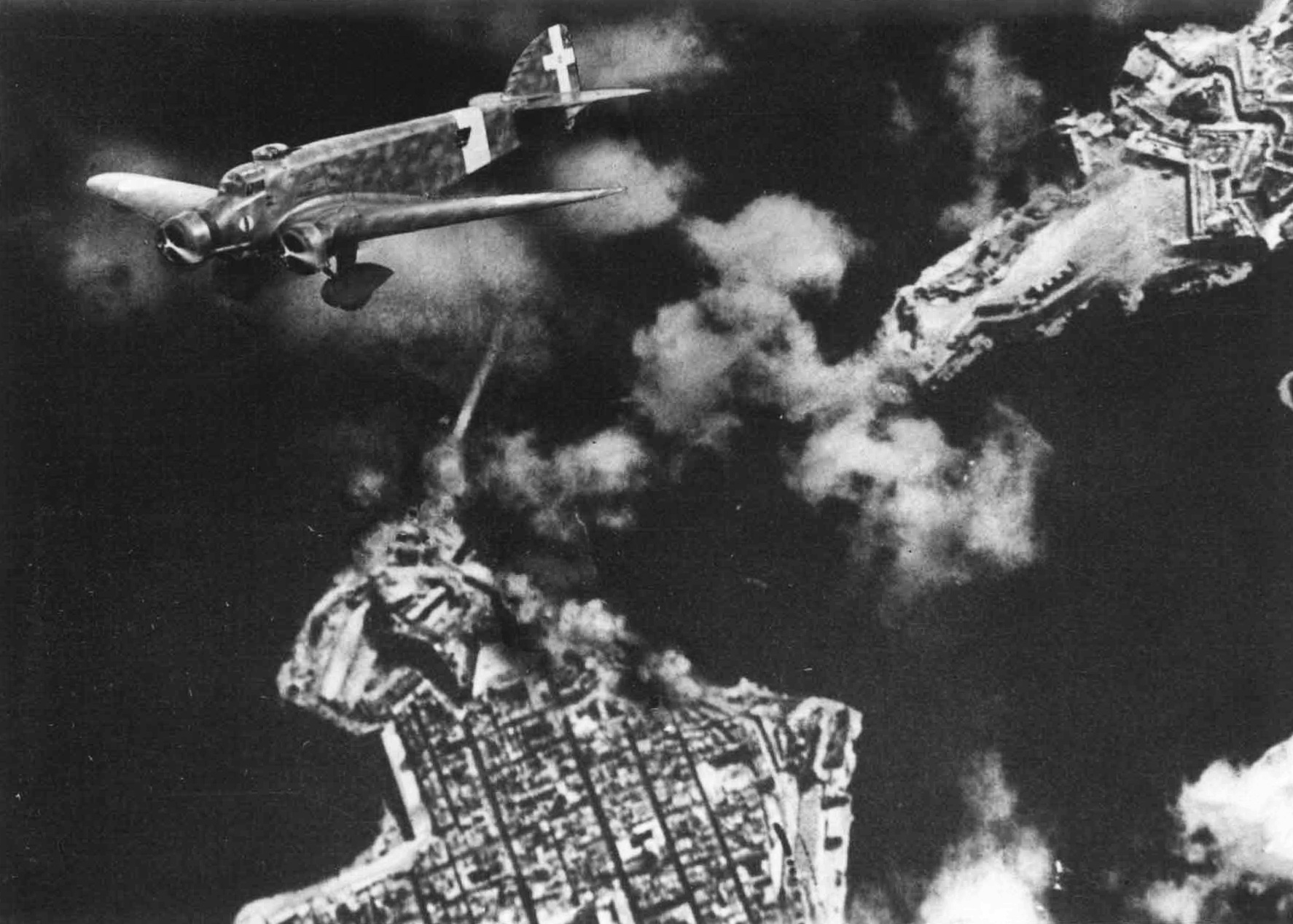
Bombardamento aereo italiano del Grand Harbour di Malta

Il piano di invasione era previsto in due tempi:
- nella prima fase dei massicci attacchi aerei avrebbero dovuto preparare l'arrivo, nella parte meridionale dell'isola, di diverse centinaia di alianti e aerei che dovevano trasportare le divisioni aviotrasportate italiane e tedesche;
- nella seconda era previsto l'appoggio dei paracadutisti tedeschi comandati da Kurt Student allo sbarco di 7 000 militari italiani in due diversi punti dell'isola per costituire due teste di ponte necessarie a far affluire ulteriori rinforzi; nel frattempo operazioni condotte dai commando dovevano distruggere obiettivi chiave della difesa britannica.

Tutta l'operazione doveva essere condotta sotto l'"ombrello" della Regia Marina a cui era affidato anche il compito di organizzare una flotta per proteggere lo sbarco delle truppe. L'attacco avrebbe dovuto svolgersi a mezzo delle autoscale dei vigili del fuoco, montate su posamine che avrebbero dovuto raggiungere e circondare l'isola e poi, sviluppate le volate delle scale, far salire i soldati che avrebbero così invaso il territorio.
La Forza Navale Speciale secondo i piani, con 19 navi da trasporto, 270 mezzi da sbarco ed una cinquantina di altri natanti, scortati da una trentina di siluranti, avrebbe dovuto sbarcare un totale di 62000 uomini (nonché 1600 veicoli e 700 pezzi d’artiglieria) sulle coste dell'isola.
In vista dell'invasione l'Italia addestrò, inoltre, in qualità di guide da sbarco alcune decine di irredentisti maltesi che erano emigrati volontariamente in Italia o vi erano stati espulsi dal governo britannico, costituendo il centro militare G. Uno di questi, Carmelo Borg Pisani, fu inviato segretamente sull'isola nella notte tra il 17 e il 18 maggio 1942 ma fu presto scoperto e condannato a morte per impiccagione.

## Le forze previste

### Italiane
- 80ª Divisione fanteria "La Spezia" (generale di divisione Alessandro Maccario, dal 15 maggio generale di divisione Gavino Pizzolato, composta dai 125º e 126º reggimenti fanteria aviotrasportabile ed 80º reggimento artiglieria aviotrasportabile). Vicecomandante il generale di brigata Arturo Scattini dal 1º giugno 1942;
- 20ª divisione di fanteria "Friuli" (generale di divisione Giacomo Carboni, comandante la fanteria divisionale generale di brigata Carlo Fantoni, composta dai 87° e 88° reggimenti di fanteria Friuli e 35º reggimento artiglieria) del XXX corpo d'armata (generale di corpo d'armata Vittorio Sogno, comandanti artiglieria generale di brigata Benvenuto Speranzini e generale di brigata del genio Gino Granata);
- 4ª divisione da montagna "Livorno" (generale di divisione Domenico Chirieleison, comandante la fanteria divisionale, generale di brigata Gino Ficalbi, composta dai 33° e 34° reggimenti di fanteria Livorno e 28º reggimento artiglieria Monviso) del XXX corpo d'armata;
- 1ª divisione da montagna "Superga" (generale di divisione Dante Lorenzelli, comandante la fanteria divisionale, generale di brigata Alessandro Santi, composta dai 91° e 92° reggimenti di fanteria Basilicata e 5º reggimento Artiglieria Superga) del XXX corpo d'armata;
- 26ª divisione da montagna "Assietta" (generale di divisione Pietro Zaglio, comandante la fanteria divisionale generale di brigata David Borghini, composta dai 29° e 30° reggimenti di fanteria Pisa e 25º reggimento artiglieria) del XVI corpo d'armata (generale di corpo d'Armata Carlo Rossi, comandanti artiglieria generale di brigata Giuseppe Cinti e generale di brigata del genio Emiddio Rea);
- 54ª divisione di fanteria "Napoli" (generale di divisione Giulio Cesare Gotti Porcinari, comandante la fanteria divisionale, generale di brigata Franco Testi, composta dai 75° e 76° reggimenti di fanteria Napoli e 54º reggimento artiglieria) del XVI corpo d'armata.

Forze da sbarco
- Regia Marina
  - Reggimento "San Marco"

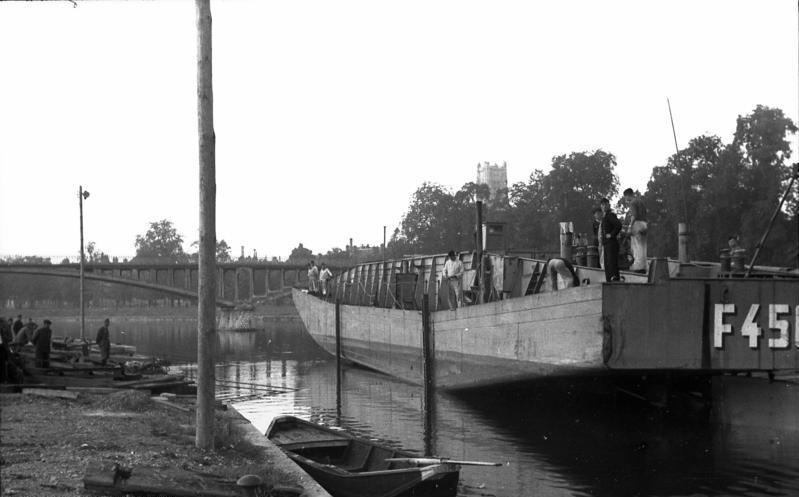
Un mezzo da sbarco tedesco che integrava i mezzi da sbarco di costruzione italiana destinati all'invasione di Malta

  - Battaglione nuotatori paracadutisti
- Raggruppamento speciale "da sbarco" della MVSN, comandato dal console generale della milizia Santi Quasimodo su:
  - XLII battaglione camicie nere da sbarco "Vicenza"
  - XLIII battaglione camicie nere da sbarco "Belluno"
  - L battaglione camicie nere da sbarco "Treviso"
  - LX battaglione camicie nere da sbarco "Pola"
  - 2 compagnia cannoni controcarro da 47/32
  - 1 compagnia mortai da 81 Mod. 35
  - 1 compagnia guastatori camicie nere
- Battaglione Riattatori "Loreto" della Regia Aeronautica
- battaglione "Santa Barbara" di volontari del Corpo Nazionale dei Vigili del Fuoco (poi diviso in centurie mandate in rinforzo alle città più bombardate)

Truppe aviotrasportate
- 185ª Divisione paracadutisti "Folgore" (generale di divisione Enrico Frattini, comandante la fanteria divisionale generale di brigata Riccardo Bignami);
  - 185º reggimento di fanteria paracadutista
  - 186º reggimento di fanteria paracadutista
  - 187º reggimento di fanteria paracadutista
  - 185º reggimento artiglieria

Mezzi navali
- Forza Navale Speciale
  - incrociatori leggeri Bari e Taranto,
  - cacciatorpediniere Carlo Mirabello ed Augusto Riboty
  - torpediniere Antares, Altair, Aretusa, Andromeda, Angelo Bassini, Nicola Fabrizi e Giacomo Medici
  - navi da sbarco Sesia, Tirso e Garigliano
  - Mezzi da sbarco (motozattere, motolancie Classe ML e imbarcazioni civili convertite)

### Tedesche
Truppe aviotrasportate
- XI. Fliegerkorps (Luftwaffe)
  - 7. Flieger-Division
  - Fallschirmjäger-Brigade Ramcke
    - Fallschirmjäger-Regiment 2
    - Fallschirmjäger-Regiment 5

  - Kommando der Schulen und Ergänzungseinheiten
  - 2. Kompanie/Panzerabteilung z.b.V. 66